# Kotlina (televizijska serija)
Kotlina je bosankohercegovačka kriminalistička televizijska serija iz 2022. godine, autora Danisa Tanovića i Amre Bakšić Čamo.Serija je pretpremijerno prikazana na 28. Sarajevskom filmskom festivalu, dok druga sezona je premijerno prikazana na 30. Sarajevskom filmskom festivalu.
U Hrvatskoj serija je dostupna na streaming platformi Voyo od 14. svibnja 2023. godine.

## Radnja

### Prva sezona
Viši inspektor Edib Pašić i njegov kolega Mido Zec istražuju smrt muškarca u Zemaljskom muzeju u Sarajevu. Smrt je prvotno izgledala kao nesreća, ali nestanak tijela i tajni motivi upućuju na korupciju i kriminal. Novinarka Ajla Pašić također se uključuje u priču. Istražitelji se suočavaju s mračnim aspektima Sarajeva i moraju donositi teške odluke.

### Druga sezona
U drugoj sezoni serije, radnja se odvija godinu dana nakon prve sezone. Počinje otkrićem tijela rudara u Historijskom muzeju, što izgleda kao samoubojstvo. Inspektor Mido Zec iz Sarajeva istražuje slučaj koji ga vodi u njegov rodni grad Zenicu, gdje se suočava s otporom više inspektorice Vere. Paralelno, viši inspektor Edib Pašić dobiva nagradu, ali je prekinut dojavom o bombi. U Sarajevo dolazi i Edibova bivša žena Tanja, koja okuplja staro društvo, uključujući paranoičnog Senčija. Edib i Mido se suočavaju s moralnim dilemama, istražujući ne samo kriminalne slučajeve, već i duboko osobne teme poput identiteta, moralnosti i pripadnosti.

## Pregled serije
Serija se premijerno prikazala na platformi "Moja TV" 26. rujna 2022., a na kanalu FTV od 2. do 30. listopada 2022. godine.
U Hrvatskoj serija je dostupna na streaming platformi Voyo od 14. svibnja 2023. godine.
| Sezona | Epizoda | BiH prikazivanje   | BiH prikazivanje    | Hrvatsko prikazivanje | Hrvatsko prikazivanje |
| Sezona | Epizoda | Premijera          | Finale              | Premijera             | Finale                |
| ------ | ------- | ------------------ | ------------------- | --------------------- | --------------------- |
| 1.     | 5       | 2. listopada 2022. | 30. listopada 2022. | 14. svibnja 2023.     | 14. svibnja 2023.     |
| 2.     | 8       | 2024.              | 2024.               | Još nije najavljeno   | Još nije najavljeno   |

## Glumačka postava
- Feđa Stukan kao Edib Pašić
- Boris Ler kao Mido Zec
- Ida Keskić kao Ajla Pašić
- Mario Knezović kao Senči
- Vedrana Bozinović kao Selma
- Izudin Bajrović kao Žarko
- Admir Sehović kao Dino
- Alban Ukaj kao Jean-Pierre
- Adnan Omerović kao Duško Samouk
- Ena Husić kao Farah
- Amar Custović kao Čiz
- Adi Hrustemović kao Sead
- Davor Sabo kao urednik

### Gosti
- Damir Kustura kao Ismar
- Vedran Tuce kao šef policije
- Enes Kozličić kao Davor
- Harun Mujkanović kao policajac 1
- Adnan Novo kao policajac 2
- Redžinald Simek kao Haverić
- Senajid Kadrić kao nabildani decko
- Dragan Trograncić kao advokat
- Enela Sefer kao službenica CIPS
- Belma Zvizdić kao Jazz pjevačica
- Nedim Zlatar kao član benda 1
- Mirza Mutevelić kao član benda 2
- Leonardo Sarić kao član benda 3
- Armis Masić kao stariji taxista
- Bakir Glamoc kao mlađi taxista
- Vahid Piralić kao forenzičar
- Subhija Jusufović kao Nana
- Ernad Prnjavorac kao Nanin sin
- Mersija Gazibara kao žena u redu – CIPS
- Luks kao pas Moby
- Semir Krivić kao Fuke
- Vule Marković kao Smajli
- Kemal Ćebo kao Ahmed
- Elman Hasanspahić kao radnik (autopraonica)
- Irfan Ribić kao Radnik (Autopraonica)
- Vanessa Glođo kao tužiteljica
- Karlo Mlinar kao Luka
- Abdallah Salhab kao Tela
- Elvir Delić kao zaštitar
- Fehim Kusundžija kao komšija Žuč
- Domagoj Nizić kao kolega u policijskoj stanici
- Muhamed Damir kao električar
- Abdulah Al Nakami kao bogati Arap
- Igor Bararon kao Igor
- Edin Hadžismajlović kao Malik
- Midhat Slatina kao šef Federalne
- Almin Zrno kao Cohen
- Dženan Redžo kao inspektor Dautbegović
- Snježana Avdić kao komšinica Cohen
- Gordana Miladinović kao PR Federalne policije
- Filip Radovanović kao Ajlin kolega
- Emir Zametica kao Ajlin kolega
- Riad Avdić kao Ajlin kolega
- Dželila Mujović kao Ajlina koleginica
- Muharem Vajzović kao Dinin punac
- Helena Vuković kao Dinina svastika
- Dina Mušanović kao Dinina supruga

## Glazba
Glazbu za seriju snimio je bosanskohercegovački sastav Taino, njihova pjesma "Sami u tami" koristi se kao glazba za uvodnu špicu.

## Snimanje
U Sarajevu, 18. prosinca 2021. krenulo je snimanje prve sezone, a trajalo je do kraja veljače 2022. Krajem veljače 2024. krenulo je snimanje druge sezone, koja se isto snima u Sarajevu ali i okolici. Snimanje druge sezone završilo je 24. svibnja 2024.

## Nagrade
Na 29. Sarajevskom filmskom festivalu serija je osvojila 6 nagrada "Srce Sarajevo" u kategorijama:
- Najbolja dramska serija
- Najbolja režija za epizodu – dramska serija – Danis Tanović i Aida Begić
- Najbolji scenarij za epizodu – dramska serija – Danis Tanović, Amra Bakšić Čamo, Nikola Kuprešanin i Adnan Lugonić
- Najbolji glavni glumac u dramskoj seriji – Feđa Štukan
- Najbolja epizodna uloga – glumica u dramskoj seriji – Ida Keškić
- Najbolja epizodna uloga - glumac u dramskoj seriji – Boris Ler

## Vanjske poveznice
- Službena stranica pro.ba
- Službena stranica BH Content Laba
- Kotlina u internetskoj bazi filmova IMDb-a